# Kinetic Energy Interceptor
Kinetic Energy Interceptor (KEI) – amerykański kinetyczny pocisk antybalistyczny w stadium konstrukcyjnym służący zwalczaniu pocisków balistycznych w ich startowej oraz środkowej fazie lotu (boost phase oraz midcourse phase). KEI jest pierwszym i jedynym do tej pory systemem antybalistycznym w całości opracowywanym po wypowiedzeniu przez USA traktatu ABM, zaś jego opracowanie w okresie obowiązywania tego układu nie byłoby możliwe.

## Program KEI
Program Kinetic Energy Interceptor (KEI) powstał w ramach amerykańskiego programu obrony antybalistycznej Ballistic Missile Defense jako program rozwoju pocisku kinetycznego dysponującego parametrami pozwalającymi na zwalczanie pocisków balistycznych we wczesnej – startowej fazie lotu, gdy ze względu na krótki czas trwania tej fazy (180-300 sekund) nie jest możliwe zwalczanie pocisków balistycznych typu SRBM, MRBM, IRBM, czy ICBM] innymi dostępnymi pociskami antybalistycznymi. W związku jednak z nadspodziewanie dobrymi wynikami prac badawczo-konstrukcyjnych i wyprzedzeniem o 6 miesięcy zakładanego harmonogramu prac, Missile Defense Agency – MDA (Agencja Obrony Antybalistycznej) postanowiła rozszerzyć program w zakresie możliwości pocisku, stawiając przed konstruktorami dodatkowe wymaganie – zdolności do zwalczania pocisków balistycznych także po zakończeniu fazy startowej i oddzieleniu się głowicy bojowej od stopni napędowych, czy też zaprzestania pracy silnika napędowego w jednostopniowych pociskach o krótszym zasięgu.
W październiku 2003 roku Boeing z sukcesem przeprowadził testy nowego silnika sterującego dla KEI. Jednostka o zaledwie 20 cm długości jest dziś najpotężniejszym opracowanym gdziekolwiek silnikiem tego typu. W trakcie naziemnego "gorącego" testu Divert And Altitude Control System (DACS) w White Sands Test Facility wygenerował ciąg 1.100 funtów (498,95 kg). Jednostka ta "od zera" skonstruowana została w ciągu zaledwie 5 miesięcy. Konstrukcja tej jednostki nacelowana została na zdolność włączenia i wyłączenia w dowolnym momencie – w zależności od aktualnej potrzeby misji, zgodnie z komendami naprowadzania, bardzo wysoki stosunek ciągu do masy, i wysoką wiarygodność przy niewielkim koszcie produkcji. Kluczową cecha tej jednostki jest takie wykorzystywanie paliwa ciekłego, które zapewnia bardzo wysoka wydajność i bezpieczeństwo.
W ciągu roku 2004 opracowano i przetestowano podstawy systemu kontroli i komunikacji, sprawdzając także ich zdolność do współpracy z satelitarnymi systemami ostrzegania o odpaleniu pocisku balistycznego. Zgodnie z wypowiedziami prowadzących program, system zademonstrował zdolność do współpracy z pracującymi w zakresie podczerwieni satelitami wykrywającymi odpalenie pocisków balistycznych, a także wysoką odporność na zakłócenia radioelektroniczne i powodowane wybuchami jądrowymi.
Do roku 2008 opracowano i osobno przetestowano na ziemi wszystkie trzy stopnie napędu Kinetic Energy Interceptor.
W pociskach KEI zawarto kilka zapożyczeń, i tak:
- trzeci stopień napędowy tego pocisku zapożyczony z pocisku RIM-161 Standard Missile 3
- system kontroli kierunku i wysokości DAACS (Divert And Altitude Control System) zapożyczono z pocisku Ground Based Interceptor (GBI)

## Właściwości pocisku

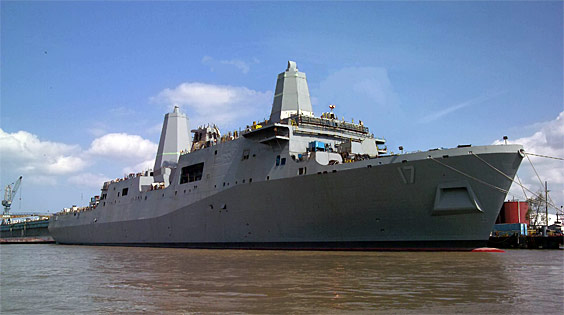
USS "San Antonio" (LPD-17) – potencjalny przyszły nosiciel KEI

Kinetic Energy Interceptor cechować się ma bardzo dużą prędkością lotu oraz zdolnością do przenoszenia bojowych ładunków wielogłowicowych. Z powodu ograniczeń budżetowych zrezygnowano z opracowywania dedykowanej głowicy kinetycznej dla pocisku KEI, postanawiając iż pocisk ten będzie zdolny do przenoszenia każdego typu głowicy tego rodzaju opracowanej dla innych pocisków kinetycznych, a wiec Exoatmospheric Kill Vehicle (EKV) opracowanej dla pocisku GBI, Lightweight Exo-Atmospheric Projectile (LEAP) pocisków rodziny SM-3, czy też przyszłych głowic Multiple Kill Vehicle (MKV).
Przystosowanie KEI do zwalczania pocisków balistycznych w fazie startowej, wymagało opracowania konstrukcji zdolnej do poruszania się z gigantycznymi prędkościami, w związku z tym, KEI będzie najprawdopodobniej dysponował prędkością zbliżającą się nawet do 10 km/s, czyli 36 000 km/h. Pierwotne plany określały długość pocisku na 36 stóp (10,97 m.) oraz 36 cali (0,91 m) średnicy, jednakże późniejsze raporty sugerowały, iż KEI posiada niemal 39 stóp długości i 40 cali średnicy (odpowiednio: 11,88 i 1 metr), zaś każdy stopień napędowy dysponować ma zmiennym wektorem ciągu.
Generalnie wiadomo dzisiaj, iż naziemny system KEI składał się będzie z pocisku przechwytującego, mobilnej wyrzutni lądowej na platformie samochodowej, systemu dowodzenia, kontroli, zarządzania walka i komunikacji (Command, Control, Battle Management, and Communications (C2BMC)).

## Rozmieszczenie
Konstrukcja pocisku opiera się na założeniu iż będzie on wykorzystywany ze stałych wyrzutni lądowych, mobilnych wyrzutni samochodowych oraz wyrzutni okrętowych. Główne plany zakładają, iż pociski te bazować będą na naziemnych wyrzutniach kołowych M983 Oshkosh HEMTT – oraz okrętach Aegis BMD krążownikach typu CG(X). Kwestią rozważań jest aktualnie możliwość ich dyslokacji także na okrętach desantowych typu San Antonio oraz atomowych okrętach podwodnych – przekonstruowanych nosicielach strategicznych pocisków balistycznych SLBM – typu Ohio.
Pierwsze mobilne systemy KEI rozmieszczone zostaną najprawdopodobniej w Wirginii na wschodnim wybrzeżu Stanów Zjednoczonych – skąd miałyby chronić obszar tego kraju, a także we Włoszech – skąd chronić maja obszar Europy Zachodniej.
Nie zakończony wciąż w zakresie konstrukcyjnym program KEI, a więc brak ostatecznego kształtu systemu i pocisku w szczególności, wpływa na opóźnienie podjęcia ostatecznych decyzji w sprawie cech krążowników CG(X).